# Who's Laughing Now (chanson d'Ava Max)
Pour les articles homonymes, voir Who's Laughing Now.
Singles de Ava Max
Kings & Queens
(2020) OMG What's Happening
(2020)
Clip vidéo
[vidéo] « Who's Laughing Now », sur YouTube
Who's Laughing Now est une chanson de la chanteuse américaine Ava Max. Elle est sortie le 30 juillet 2020 sous le label Atlantic Records en tant que sixième single de son premier album Heaven & Hell,.

## Contexte et développement
Max a d'abord annoncé Who's Laughing Now sur ses comptes de médias sociaux le 28 mai 2020, avant d'annoncer officiellement la date de sortie initiale du single, le 2 juin 2020, et la pochette le lendemain,. La date de sortie a ensuite été repoussée car elle coïncidait avec le Blackout Tuesday. Elle a ensuite annoncé que la chanson serait publiée le 25 juin 2020, mais a également été reporté indéfiniment le 17 juin 2020. Elle a finalement annoncé qu'il sortirait le 30 juillet 2020. L'illustration de la couverture représente un Max aux seins nus devant un fond de flammes. Who's Laughing Now a été écrit par Max, Madison Love, Måns Wredenberg, Noonie Bao, Cirkut et Lotus IV, ces deux derniers s'occupant également de la production.

## Composition et réception critique
Who's Laughing Now est une chanson dance-pop,, qui contient plusieurs accords mineurs. Neil Z. Yeung de AllMusic a comparé le groove insulaire de la chanson à des artistes tels que Clean Bandit et Ace of Base. Elle a été écrite dans la continuité de sa chanson de 2018 Sweet but Psycho, car les paroles décrivent à la fois une fille incomprise qui est gaslighted, et servent d'analogie aux propres expériences de Max qui ont été rejetées dans l'industrie musicale. Elle a résumé la chanson comme « disant fondamentalement à tout le monde d'aller se faire foutre ». Max a déclaré que Who's Laughing Now s'adresse aux femmes qui l'ont harcelée au collège, ce qui l'a poussée à suivre des cours à domicile. Le titre de la chanson a été imaginé après une révélation de Max sur sa propre découverte.
Écrivant pour Us Weekly, Nicholas Hautman a fait l'éloge du refrain de Who's Laughing Now, indiquant qu'il avait le « don't cha » le plus accrocheur depuis la chanson des Pussycat Dolls et leur Don't Cha (2005). Cependant, Issy Sampson du The Guardian a critiqué la chanson pour sa ressemblance avec Sweet but Psycho, qu'elle a décrit comme un « ver d'oreille irritant ». Elle a ajouté que la première utilisait un horrible trait de personnalité « suffisant » à la place de « psychotique ».

## Clip vidéo
Le clip musical a été réalisé par Isaac Rentz et est sorti le 30 juillet 2020. Max est dépeinte comme une personne cherchant à se venger après avoir été licenciée par son patron et trompée par son petit ami. On la voit danser dans un bureau détruit et casser une voiture avec un crowbar, avant de s'échapper d'un hôpital psychiatrique alors qu'elle porte une camisole de force. Max a écrit l'intrigue de la vidéo, qu'elle a décidé d'intégrer plusieurs personnages féminins dans une main-d'œuvre d'entreprise dominée par les hommes. L'un des personnages interprétés par Max est poussé par un médecin à devenir « psycho », tandis qu'un autre voit des instruments de musique sortir de sa tête, ce qui est un parallèle avec ses propres expériences négatives avec les cadres de la musique. Un quiz interactif a été lancé en collaboration avec Spotify avant la sortie du premier album studio de Max, Heaven & Hell (2020). Il contient 10 questions sur la personnalité, qui permettent de choisir l'un des quatre personnages représentés dans le clip vidéo : Amanda, Torrence, Carmen et Ava.

## Liste de titres
| 1. | Who's Laughing Now | 3:00 |

| 1. | Who's Laughing Now (Breathe Carolina Remix) | 2:24 |
| 2. | Who's Laughing Now (Cat Dealers Remix)      | 3:40 |

## Crédits
Crédits adaptés depuis Tidal.
- Amanda Ava Koci – voix, composition
- Henry Walter – composition, production
- Linus Wiklund – composition, production, programmation
- Madison Love – composition
- Måns Wredenberg – composition
- Jonnali Parmenius – composition
- Chris Gehringer (en) – mastering
- Serban Ghenea – mixage
- John Hanes – ingénieur du son

## Classements et certifications
| Classements (2020–21)                   | Meilleure position |
| --------------------------------------- | ------------------ |
| Allemagne (GfK Entertainment)           | 65                 |
| Autriche (Ö3 Austria Top 40)            | 60                 |
| Belgique (Flandre Ultratop 50 Singles)  | 8                  |
| Belgique (Wallonie Ultratop 50 Singles) | 4                  |
| Belgique (Wallonie Ultratop 50 Airplay) | 1                  |
| CEI (Tophit)                            | 59                 |
| Croatie (HRT)                           | 9                  |
| Écosse (OCC)                            | 31                 |
| Estonie (Eesti Tipp-40)                 | 38                 |
| Finlande (Suomen virallinen lista)      | 4                  |
| France (SNEP)                           | 68                 |
| France (SNEP Radio)                     | 4                  |
| France (SNEP Ventes)                    | 27                 |
| Global Excl. US (Billboard)             | 125                |
| Hongrie (Rádiós Top 40)                 | 4                  |
| Hongrie (Single Top 40)                 | 9                  |
| Islande (Tónlistinn)                    | 6                  |
| Lettonie (Latvijas Top 40)              | 36                 |
| Lituanie (AGATA)                        | 40                 |
| Lituanie (Radiomonitor)                 | 1                  |
| Macédoine du Nord (Radiomonitor)        | 1                  |
| Mexique (México Airplay)                | 36                 |
| Mexique (Inglés Airplay)                | 14                 |
| Norvège (VG-lista)                      | 8                  |
| Nouvelle-Zélande (RMNZ Hot Singles)     | 14                 |
| Pays-Bas (Nederlandse Top 40)           | 12                 |
| Pays-Bas (Single Top 100)               | 55                 |
| Pologne (ZPAV)                          | 1                  |
| Royaume-Uni (UK Singles Chart)          | 93                 |
| Slovaquie (IFPI Rádio)                  | 13                 |
| Slovaquie (IFPI Singles Digitál)        | 61                 |
| Slovénie (SloTop50)                     | 9                  |
| Suède (Sverigetopplistan)               | 63                 |
| Suisse (Schweizer Hitparade)            | 34                 |
| Suisse (Charts Romandie)                | 13                 |
| Tchéquie (IFPI Rádio)                   | 31                 |
| Tchéquie (IFPI Singles Digitál)         | 87                 |
| Ukraine (Tophit Radio Top 100)          | 63                 |

| Classement (2020)            | Position |
| ---------------------------- | -------- |
| Islande (Tónlistinn)         | 67       |
| Pologne (ZPAV)               | 64       |
| Suisse (Schweizer Hitparade) | 93       |

| Pays                                                                       | Certification | Ventes certifiées |
| -------------------------------------------------------------------------- | ------------- | ----------------- |
| Norvège (IFPI Norvège)                                                     | Or            | 30 000‡           |
| France (SNEP)                                                              | Or            | 100 000           |
| xNon précisé par la certification ‡ventes/streaming selon la certification |               |                   |

## Historique de sortie
| Pays   | Date            | Format                       | Label    | Réf.   |
| ------ | --------------- | ---------------------------- | -------- | ------ |
| Divers | 30 juillet 2020 | - Téléchargement - streaming | Atlantic | [ 65 ] |